# Sam Bennett (kolarz)
Sam Bennett (ur. 16 października 1990 w Wervik) – irlandzki kolarz szosowy pochodzenia belgijskiego.
Bennett urodził się w Belgii, a w wieku 4 lat przeprowadził się ze swoją rodziną do Irlandii, gdzie zamieszkał w miejscowości Carrick-On-Suir.

## Osiągnięcia
Opracowano na podstawie:

2014
- 1. miejsce w Clásica de Almería[4]
- 1. miejsce w Rund um Köln[5]
- 2. miejsce w Velothon Berlin[6]
- 1. miejsce w klasyfikacji sprinterskiej Bayern Rundfahrt[7]
  - 1. miejsce na 5. etapie

2015
- 1. miejsce na 6. etapie Tour of Qatar
- 1. miejsce na 1.[8] i 3.[9] etapie Bayern Rundfahrt
- 2. miejsce w Velothon Berlin
- 1. miejsce na 2. etapie Arctic Race of Norway
- 1. miejsce w Paryż-Bourges

2016
- 2. miejsce w Trofeo Felanitx-Ses Salines-Campos-Porreres
- 1. miejsce na 1. etapie Critérium International[10]
- 3. miejsce w Rund um den Finanzplatz Eschborn-Frankfurt[11]
- 1. miejsce na 2. etapie Giro di Toscana[12]
  - 1. miejsce w klasyfikacji punktowej
- 1. miejsce w Paryż-Bourges[13]

2017
- 1. miejsce na 3. etapie Paryż-Nicea[14]
- 1. miejsce na 1. i 4. etapie Tour of Slovenia
  - 1. miejsce w klasyfikacji punktowej

1. miejsce na 2. i 4. etapie Czech Cycling Tour
- 1. miejsce w klasyfikacji punktowej

1. miejsce w Sparkassen Münsterland Giro
1. miejsce na 1., 2., 3. i 5. etapie Presidential Cycling Tour of Turkey
2018
- 1. miejsce na 7., 12. i 21. etapie Giro d’Italia
- 1. miejsce w Rund um Köln
- 1. miejsce na 2. i 3. etapie Presidential Cycling Tour of Turkey
  - 1. miejsce w klasyfikacji punktowej

2019
- 1. miejsce na 7. etapie Vuelta a San Juan
- 1. miejsce na 7. etapie UAE Tour
- 1. miejsce na 3. i 6. etapie Paryż-Nicea
- 1. miejsce na 1. i 2. etapie Presidential Cycling Tour of Turkey
  - 1. miejsce w klasyfikacji punktowej
- 1. miejsce na 3. etapie Critérium du Dauphiné
- 1. miejsce w mistrzostwach Irlandii (start wspólny)
- 2. miejsce w RideLondon-Surrey Classic
- 1. miejsce na 1., 2. i 3. etapie Binck Bank Tour
  - 1. miejsce w klasyfikacji punktowej
- 1. miejsce na 3. i 14. etapie Vuelta a España[15][16]

2020
- 1. miejsce na 1. etapie Tour Down Under
- 1. miejsce w Race Torquay
- 1. miejsce na 4. etapie Vuelta a Burgos
- 1. miejsce na 3. etapie Tour de Wallonie
- 1. miejsce w klasyfikacji punktowej Tour de France
  - 1. miejsce na 10. i 21. etapie
- 1. miejsce na 4. etapie Vuelta a España

2021
- 1. miejsce na 4. i 6. etapie UAE Tour
- 1. miejsce na 1. i 5. etapie Paryż-Nicea
- 1. miejsce w Driedaagse Brugge-De Panne
- 2. miejsce w Scheldeprijs
- 1. miejsce w klasyfikacji punktowej Volta ao Algarve
  - 1. miejsce na 1. i 3. etapie

2022
- 1. miejsce w Eschborn-Frankfurt
- 1. miejsce na 2. i 3. etapie Vuelta a España
- 3. miejsce w Paryż-Tours

2023
- 1. miejsce na 1. etapie Vuelta a San Juan
- 3. miejsce w mistrzostwach Irlandii (start wspólny)
- 1. miejsce w klasyfikacji punktowej Sibiu Cycling Tour
  - 1. miejsce na 1. i 4a. etapie

2024
- 1. miejsce w Quatre Jours de Dunkerque
  - 1. miejsce w klasyfikacji punktowej
  - 1. miejsce na 2., 3., 5. i 6. etapie

2025
- 1. miejsce na 1. i 3. etapie Tour de la Provence
- 1. miejsce w klasyfikacji punktowej Région Pays de la Loire Tour
  - 1. miejsce na 1. i 3. etapie

## Rankingi
| Rok              | 2009 | 2010 | 2011 | 2012 | 2013 | 2014 | 2015 | 2016 | 2017 | 2018 | 2019 | 2020 | 2021 | 2022 | 2023 | 2024 |
| ---------------- | ---- | ---- | ---- | ---- | ---- | ---- | ---- | ---- | ---- | ---- | ---- | ---- | ---- | ---- | ---- | ---- |
| UCI World Tour   |      |      |      |      |      |      |      | -    | 75.  | 55.  |      |      |      |      |      |      |
| World Ranking    |      |      |      |      |      |      |      | 96.  | 66.  | 76.  | 27.  | 37.  | 80.  | 56.  | 315. | 131. |
| UCI Europe Tour  | 942. | 665. | 293. | 267. | 117. | 11.  | 21.  | 26.  | 86.  | 299. | 21.  | 30.  | 67.  | 47.  | -    | 7.   |
| UCI Asia Tour    | -    | -    | -    | -    | -    | 169. | 125. | 139. | -    | -    |      |      |      |      |      |      |
| UCI America Tour | -    | -    | -    | -    | -    | -    | 281. | -    | -    | -    |      |      |      |      |      |      |
|                  |      |      |      |      |      |      |      |      |      |      |      |      |      |      |      |      |
| Źródło: UCI      |      |      |      |      |      |      |      |      |      |      |      |      |      |      |      |      |